# Sarah Snook
Sarah Snook est une actrice australienne, née le 1er décembre 1987 à Adélaïde (Australie-Méridionale).
Elle se fait connaître grâce au rôle de Siobhan "Shiv" Roy dans la série dramatique Succession, qui lui vaut de remporter plusieurs récompenses, dont deux Golden Globes et l'Emmy Award de la meilleure actrice dans une série télévisée dramatique en 2024. Sarah Snook a également eu plusieurs prix pour sa prestation dans le film Prédestination (2014).

## Biographie

### Famille et jeunesse
Sarah Ruth Snook naît le 1er décembre 1987 à Adélaïde, en Australie-Méridionale. Fille d'un vendeur et d'une prestataire de soins à domicile, elle grandit à Eden Hills, banlieues d'Adélaïde. Ses parents divorcent lorsqu'elle est jeune.
Après avoir fréquenté la St John's Grammar School, dans la banlieue de Belair, elle obtient une bourse d'art dramatique au Scotch College, toujours à Adélaïde. En 2008, elle obtient son diplôme dans l'Institut national d'art dramatique de Sydney.

### Vie privée
En 2020, Sarah Snook commence une relation avec le comédien australien Dave Lawson durant le confinement. Ils se marient en 2021, dans le jardin de la maison à Brooklyn de l'actrice. Le couple accueille une fille en mai 2023.

## Filmographie

### Cinéma

#### Longs métrages
- 2011 : Sleeping Beauty de Julia Leigh : la colocataire
- 2012 : Ne convient pas pour les enfants de Peter Templeman : Stevie
- 2013 : These Final Hours de Zak Hilditch : la mère de Mandy
- 2014 : Predestination de Michael et Peter Spierig : Jane / John
- 2014 : Jessabelle de Kevin Greutert : Jessie
- 2015 : Oddball de Stuart McDonald : Emily Marsh
- 2015 : Haute Couture (The Dressmaker)  de Jocelyn Moorhouse : Gertrude 'Trudy' Pratt
- 2015 : Holding the Man de Neil Armfield : Pepe
- 2015 : Steve Jobs de Danny Boyle : Andrea Cunningham
- 2017 : Le Château de verre (The Glass Castle) de Destin Daniel Cretton : Lori Walls
- 2018 : La Malédiction  Winchester (Winchester: The House that Ghosts Built) de Michael et Peter Spierig : Marian Marrott
- 2020 : American Pickle (An American Pickle) de Brandon Trost : Sarah Greenbaum
- 2020 : Pieces of a Woman de Kornél Mundruczo : Suzanne
- 2023 : Run Rabbit Run de Daina Reid : Sarah
- 2024 : Mémoires d'un escargot d'Adam Elliot : Grace Puddle (voix)

#### Courts métrages
- 2010 : Crystal Jam : Becki
- 2011 : The Best Man : Sofia
- 2014 : Raker : Carla
- 2015 : The Ravens : Jess

### Télévision

#### Séries télévisées
- 2009 : All Saints : Sophie
- 2011 : Packed to the Rafters : Jodi Webb
- 2011 : My Place : Minna Muller
- 2011 : Spirited : Antonia
- 2013 : Redfern Now : Sarah Donaldson
- 2014 : The Moodys : Louise
- 2015 : The Secret River : Sal Thornhill
- 2015 : The Beautiful Lie : Anna Ivin
- 2016 : Black Mirror : Medina
- 2018-2023 : Succession : Siobhan "Shiv" Roy
- 2020 : Soulmates (en) : Nikki

#### Téléfilms
- 2010 : Sisters of War : Lorna Whyte
- 2011 : Blood Brothers : Debbie Franklin
- 2014 : Clémentine : Clementine Ross

## Distinctions

### Récompenses
- AACTA Awards 2014 : meilleure actrice dans un film pour Prédestination
- FCCA Awards 2014 : meilleure actrice pour Prédestination
- New Renaissance Film Festival 2017 : meilleure actrice internationale pour The Ravens
- Satellite Awards 2019 : meilleure distribution pour Succession - partagée avec d'autres membres de la distribution
- Golden Globes 2022 : meilleure actrice dans un second rôle dans une série, une mini-série ou un téléfilm pour Succession
- Screen Actors Guild Awards 2022 : meilleure distribution pour une série dramatique pour Succession - partagée avec d'autres membres de la distribution
- Critics' Choice Television Awards 2022 : meilleure actrice dans un second rôle dans une série télévisée dramatique pour Succession
- Satellite Awards 2022 :
  - Meilleure actrice dans une série télévisée dramatique pour Succession
  - Meilleure distribution pour Succession - partagée avec d'autres membres de la distribution
- Dorian TV Awards 2023 : meilleure performance dans une série dramatique pour Succession
- Astra TV Awards 2023 : meilleure actrice dans une série télévisée dramatique pour Succession
- Golden Globes 2024 : meilleure actrice dans une série télévisée dramatique pour Succession
- Satellite Awards 2024 : meilleure distribution pour Succession - partagée avec d'autres membres de la distribution
- Critics' Choice Television Awards 2024 : meilleure actrice dans une série télévisée dramatique pour Succession
- Primetime Emmy Awards 2024 : meilleure actrice dans une série télévisée dramatique pour Succession